# Corea (Distrito de Gandía)
Corea  es uno de los distritos de la ciudad de Gandía, Valencia que está situado en las inmediaciones del  casco histórico.

## Origen del nombre
El origen del nombre del barrio parece estar en el conflicto bélico del país asiático del mismo nombre. Al parecer el barrio empezó su desarrollo urbanístico durante la década de los 50 y 60 y en este momento no disponía de buena iluminación ni asfaltado por lo que la comparación popular con respecto a la situación de dichos países empezó a extenderse como ocurrió en otras ciudades.
Otra de las razones argüidas para justificar el nombre del barrio es que la antigua vía del tren cortaba la ciudad en dos del mismo modo que lo hace el paralelo 38 con los estados de Corea del Norte y Corea del Sur.
El hecho satírico de que la falla Corea tenga el lema en su escudo Sense llum per culpa vostra 'Sin luz por vuestra culpa' y el lema oficial de la ciudad de Gandía Sic luceant opera tua 'Ojalá brillen tus obras' parece defender la primera tesis.
Antiguamente, esta zona era una pedanía y no poseía un nombre oficial y las alusiones a este barrio optaban por diversas vías: L'Estació 'La estación' o  Distrito electoral II. Finalmente la etimología popular y la tradición acabaron por imponerse.

## Ubicación
El barrio está situado en la zona norte de la ciudad y es el acceso natural desde la playa de Gandía.
Es un barrio extramuros, es decir, no pertenece al centro histórico puesto que se empezó a urbanizar contiguo a este.
Los límites del barrio pueden establacerse en la Avenida de Valencia en el oeste, el polígono industrial Alcodar en el norte, el río Serpis en el este y el centro histórico en el sur.
| Noroeste: Polígono Alcodar                        | Norte: Grao de Gandia |                     |
| Oeste: Pza. Elíptica-Distrito República Argentina |                       | Este: riu Serpis    |
| Suroeste: Centro Histórico                        |                       | Sureste: riu Serpis |

## Demografía
El distrito está entre los más poblados de la ciudad aunque a causa de la crisis de 2008 se ha observado una ligera disminución.
En cuanto al sexo las mujeres representan un porcentaje un poco mayor que el de los hombres: 8278 mujeres y 8185 hombres 

## Instalaciones
Entre las instalaciones de la ciudad en el distrito podemos encontrar:
- El Polideportivo municipal donde se encuentra el estadio Guillermo Olagüe, sede del Club de Fútbol Gandía y del UE Gandia.
- Un Centro Social.[2]
- Un Centro de Salud.
- Diversos centros educativos de primaria públicos (CEIP Cervantes, CEIP Botanic Cabanilles), concertados (Abecé, Gregori Mayans),  un colegio de educación especial (Enric Valor), un instituto (IES Tirant lo Blanch)[2] y la Escuela Oficial de Idiomas.
- La estación de ferrocarril (Renfe) y la estación de autobuses.
- 5 fallas: Jardinet, Corea, Màrtirs, Marqués de Campo-Perú y Serpis.
- El cuartel de la Guardia Civil.
- La oficina de turismo.
- Alquería Laborde, centro juvenil del Consell dels Joves de Gandia.
- La biblioteca infantil.[7]
- El Centro de Atención Integral San Francisco de Borja, un albergue para los sin techo.[8][9]

## Lugares emblemáticos
- La parroquia Sagrada Familia, de diseño austero y de estilo contemporáneo a la creación del barrio. Carece de campanario.
- Estatua al poeta Ausias March.
- Antigua locomotora de la línea Ferrocarril Alcoy-Gandía.

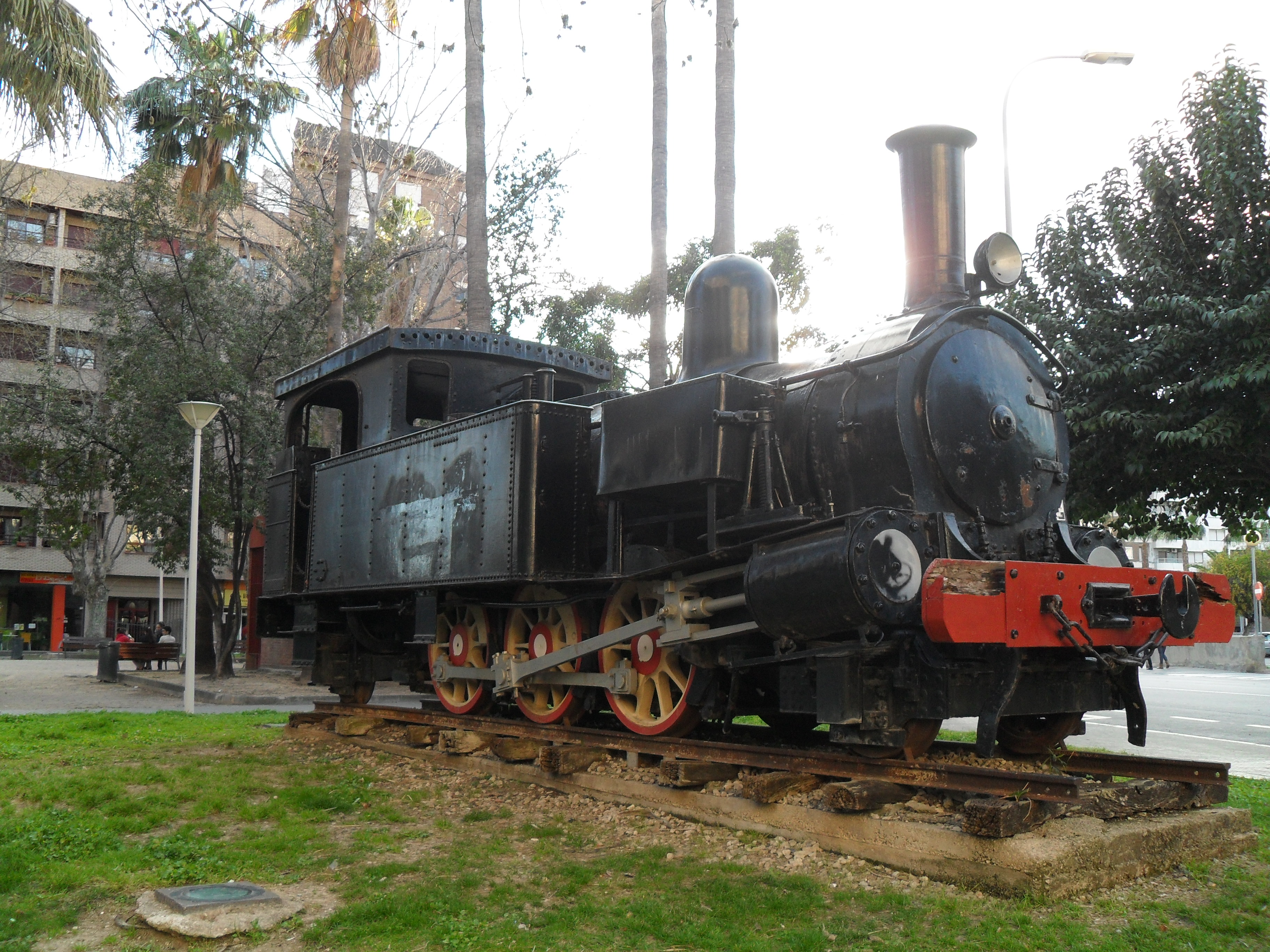
Antigua locomotora del ferrocarril Alcoy-Gandía frente a la estación de tren de Gandía.
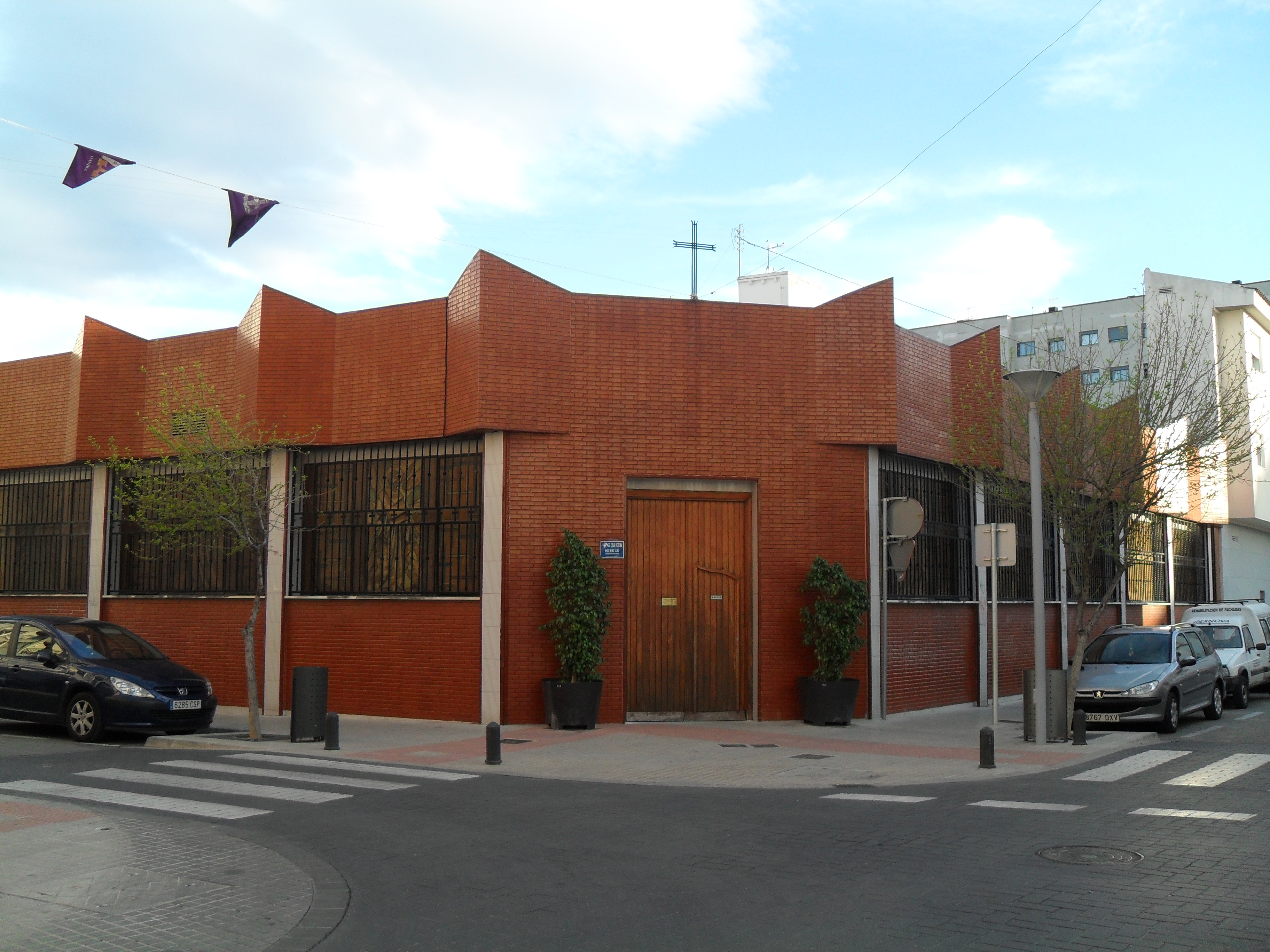
Parroquia Sagrada Familia de Gandía.
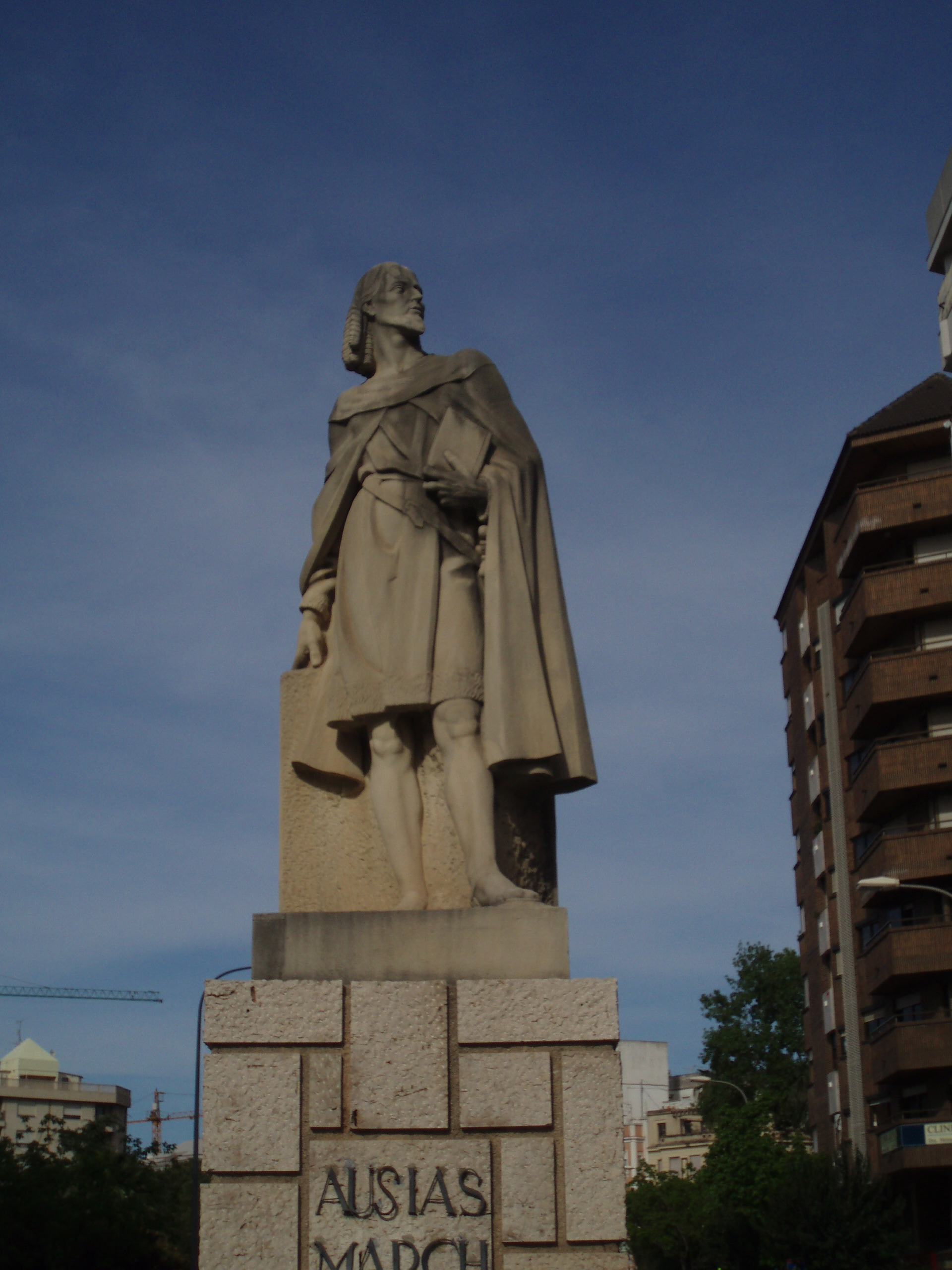
Monumento a Ausiàs March.